# Giao phối giữa người cổ đại và người hiện đại

Mô hình phát sinh loài của H. sapiens trong 600 Ka (trục tung). Trục hoành là vị trí địa lý; trục tung thể hiện thời gian trong hàng nghìn năm trước. Homo heidelbergensis được chứng minh là phân biệt thành người Neanderthal, Denisova và H. sapiens. Với sự mở rộng của H. sapiens sau 200 Ka, người Neanderthal, người Denisovan và các hominin châu Phi cổ chưa xác định được hiển thị như một lần nữa được đưa vào dòng dõi H. sapiens. Các sự kiện thẩm nhập phụ gia có thể xảy ra liên quan đến một số nhóm dân số hiện đại ở Châu Phi cũng được hiển thị.

Có nhiều bằng chứng về sự giao phối giữa người cổ xưa và người hiện đại trong thời kỳ Paleolithic giữa và đầu Paleolithic muộn. Sự giao phối giữa các loài đã xảy ra trong một số sự kiện độc lập bao gồm người Neanderthal và người Denisova, cũng như một số hominin không xác định.
Ở lục địa Âu-Á, sự giao phối giữa người Neanderthal và người Denisova với người hiện đại về giải phẫu đã diễn ra nhiều lần. Các sự kiện thẩm nhập (introgression) vào người hiện đại được ước tính đã xảy ra khoảng 47-65 Ka BP (Mega/Kilo annum before present: triệu/ngàn năm trước) với người Neanderthal và khoảng 44-54 Ka BP với người Denisova.
DNA có nguồn gốc từ người Neanderthal được tìm thấy trong bộ gen của tất cả các dân số hiện đại, có thay đổi đôi chút theo vùng. Nó chiếm 1–4 % bộ gen hiện đại của những người bên ngoài khu vực châu Phi Hạ Sahara, mặc dù các ước tính khác nhau, và không hoặc có thể lên đến 0,3% - theo nghiên cứu gần đây - đối với những người ở châu Phi . Tỷ lệ này cao nhất ở người Đông Á, trung bình ở người châu Âu và thấp hơn ở người Đông Nam Á.
Theo một số bằng chứng khác, tỷ lệ này ở người Melanesia cũng thấp hơn so với cả người Đông Á và Châu Âu. Tuy nhiên, một số nghiên cứu cho thấy lượng phụ gia của người Neanderthal cao hơn ở người Châu Đại Dương, cũng như ở các nhóm người Mỹ bản địa, so với người Châu Âu (mặc dù không cao hơn ở người Đông Á).
Tổ tiên có nguồn gốc từ Denisova không có trong các quần thể hiện đại ở Châu Phi và vùng tây Âu-Á. Tỷ lệ phụ gia Denisova cao nhất đã được tìm thấy ở một số quần thể người Châu Đại Dương và một số quần thể Đông Nam Á, với ước tính 4–6 % bộ gen của người Melanesia hiện đại có nguồn gốc từ người Denisova. Trong khi một số quần thể Negrito ở Đông Nam Á mang phụ gia Denisova, những quần thể khác không có, chẳng hạn như người Andaman. Ngoài ra, các dấu vết thấp của tổ tiên có nguồn gốc Denisova đã được tìm thấy ở lục địa Châu Á, với tổ tiên Denisova tương đối cao ở các quần thể Nam Á.
Ở châu Phi, các alen cổ phù hợp với một số sự kiện phụ gia độc lập ở tiểu lục địa đã được tìm thấy. Hiện tại vẫn chưa biết những hominin châu Phi cổ xưa này là ai.
Mặc dù những câu chuyện về quá trình tiến hóa của con người thường gây tranh cãi, nhưng bằng chứng DNA cho thấy sự tiến hóa của con người không nên được coi là một quá trình tiến triển tuyến tính hoặc phân nhánh đơn giản, mà là sự kết hợp của các loài có liên quan. Trên thực tế, nghiên cứu bộ gen đã chỉ ra rằng sự lai tạo giữa các dòng dõi có sự khác biệt về cơ bản là quy luật, không phải là ngoại lệ, trong quá trình tiến hóa của loài người. Hơn nữa, người ta cho rằng lai giống là một động lực thiết yếu dẫn đến sự xuất hiện của loài người hiện đại.

Tái tạo một phụ nữ Neanderthal.Tái tạo một phụ nữ Neanderthal.[8]
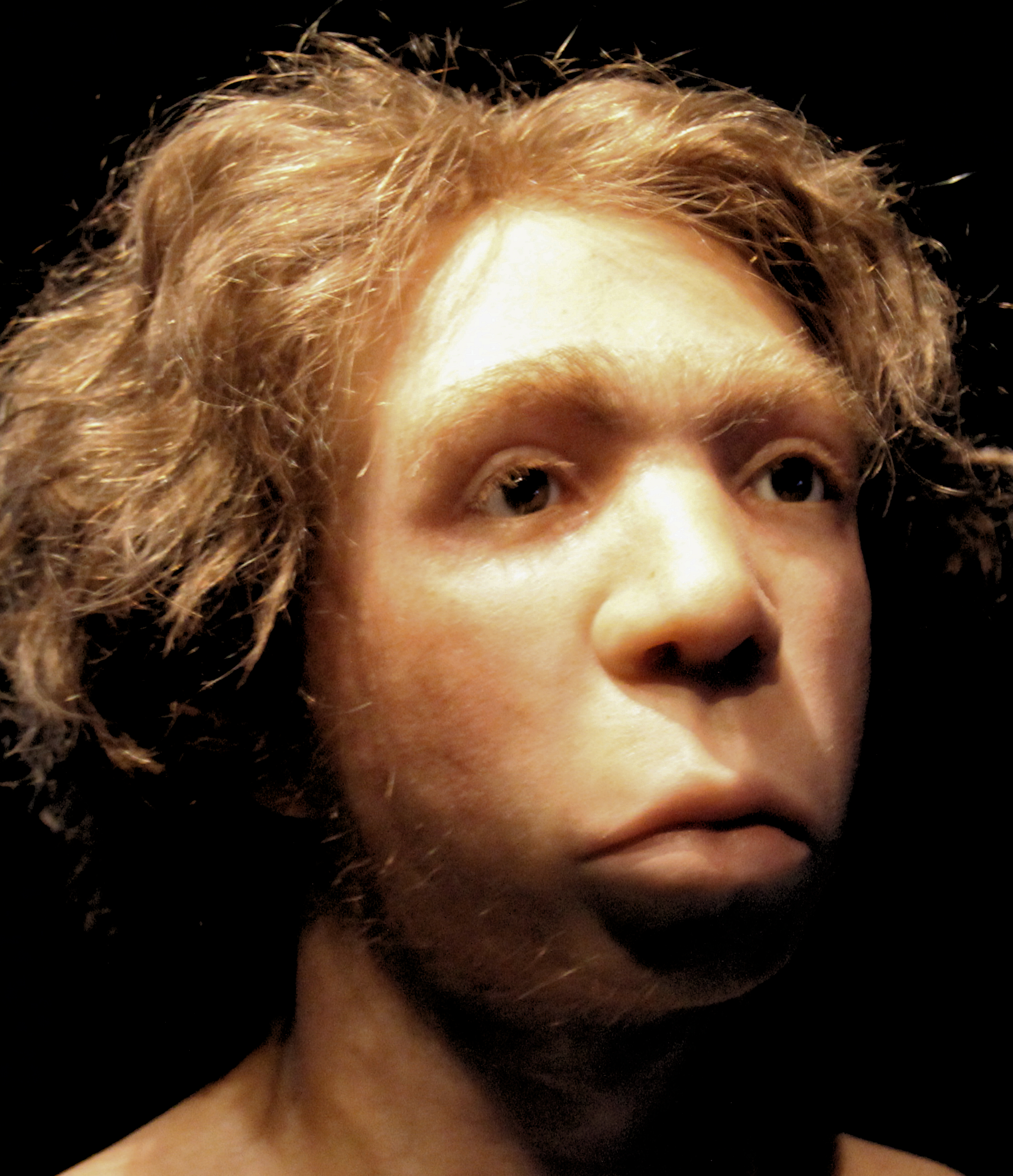
Tái tạo Neanderthal Le Moustier theo hộp sọ, tại Neues Museum Berlin